# Теба (сателит)
Теба је четврти, познати, Јупитеров сателит. У митологији Теба је била нимфа, кћерка бога ријека Асофуса. Овај сателит је открио Стивен Синот 1979. године. Пречник овог сателита је 100 километара а удаљеност од Јупитера 222.000 километара.